# Hamilton County (Illinois)
Hamilton County is een county in de Amerikaanse staat Illinois.
De county heeft een landoppervlakte van 1.127 km² en telt 8.621 inwoners (volkstelling 2000). De hoofdplaats is McLeansboro.